# Pseudarchaster myobrachius
Pseudarchaster myobrachius är en sjöstjärneart som beskrevs av Fisher 1906. Pseudarchaster myobrachius ingår i släktet Pseudarchaster och familjen Pseudarchasteridae. Inga underarter finns listade i Catalogue of Life.